# Victor Doms
Victor Doms (fl. XX secolo) è stato un ciclista su strada e ciclocrossista belga.
Corse per quattro stagioni prima dello scoppio della prima guerra mondiale vincendo tre corse in linea in Belgio e salì sul podio della prima storica edizione del Giro delle Fiandre.

## Carriera
Iniziò la carriera come individuale nel 1911, partecipò al Giro del Belgio classificandosi terzo nella speciale categoria degli indipendenti e vinse due gare in linea.
Nel biennio 1913-1914 fece parte di un'importante formazione dell'epoca, l'Automoto, e in quelle due annate prese parte a corse molto importanti, ottenendo ottimi risultati; nel 1913 fu terzo alla prima storica edizione del Giro delle Fiandre, decimo alla Parigi-Tours e secondo alla Bruxelles-Oupeye. Prese parte anche al Tour de France ritirandosi però dopo tre tappe.
Nel 1914 vinse l'Etoile Carolorégienne e fu terzo ai Campionati belgi di Ciclocross, partecipò inoltre alla Milano-Sanremo che concluse.

## Palmares
- 1911 (Individuale, una vittoria)

Tour du Hainaut
- 1912 (Individuale, una vittoria)

Circuit de l'Argentine
- 1914 (Automoto, una vittoria)

Etoile Carolorégienne

## Piazzamenti

### Grandi giri
- Tour de France

1913: ritirato (3ª tappa)

### Classiche monumento
- Milano-Sanremo

1914: 23º
- Giro delle Fiandre

1913: 3º
- Parigi-Roubaix

1913: 15º